# ملعب الشيخ زايد للكريكت
ملعب الشيخ زايد للكريكت هو ملعب يقع في أبو ظبي، الإمارات العربية المتحدة. كلف بناء الملعب 23 مليون دولار وافتتح في مايو 2004، وكانت أول مباراة له من الدرجة الأولى هي مباراة كأس إنتركونتيننتال بين إسكتلندا وكينيا في نوفمبر من ذلك العام.[بحاجة لمصدر]
يحتوي الملعب على منصة كبيرة في كلا الطرفين. يمكنها استيعاب 20 ألف شخص.

## تكوين الملعب

### مرافق وملاعب متعددة الاستخدامات
ويشمل الملعب مرفقاً تدريبياً متطوّراً ومُتعدّد الاستخدامات يتّسع لحوالي 20 ألف شخص، وقد سبق أن استضاف العديد من البطولات والمباريات الدولية الشهيرة. تضمّ هذه الوجهة المميزة مرافق عالمية المستوى على غرار ملعبَيْن عشبيَيْن جديدَيْن لكرة القدم، استضافا مباريات التدريب لكأس العالم للأندية عام 2017، بالإضافة إلى ملاعب متعدّدة الاستخدامات لكرة الشبكة والتنس وكرة السلة.

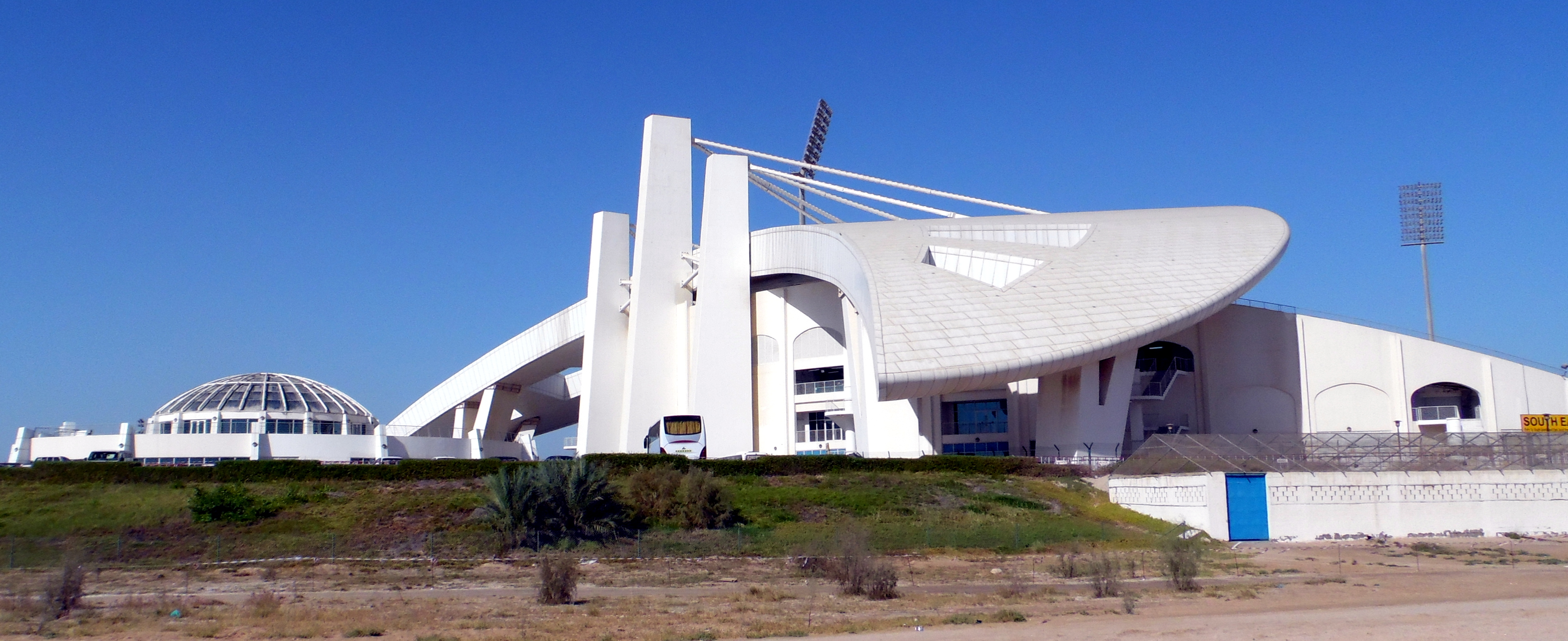
ملعب الشيخ زايد للكريكت

وتشمل أكاديمية زايد للكريكت ملاعب من العشب الصناعي (أسترو-تيرف) وملاعب عشبية. وفي إطار تعزيز التعاون المثمر مع مجلس أبوظبي الرياضي، تمّت إضافة 500 مصباح ليد ضمن الملعبين البيضاويين، لتتيح فرصة إقامة المباريات في فترة المساء ولعبة الكريكيت الجماعية بسهولة تامّة. وتشمل المرافق الرياضية أيضاً استوديو جديداً لليوغا والبيلاتس واستوديو جديداً لركوب الدراجات في الداخل. أرضية ملعب الشيخ زايد تضمّ هذه الوجهة أيضاً مطعم ذا باوندري المريح الذي يقدّم مجموعة من السلطات الطازجة والمقبّلات وأصناف البرغر والساندويشات الزاخرة بالنكهات والبيتزا والسمك والبطاطا والدجاج بالزبدة إلى جانب أطباق مُخصصة للأطفال، والميلك شيك.

## المباريات الدولية

### سلسلة الصداقة (باكستان ضد الهند)

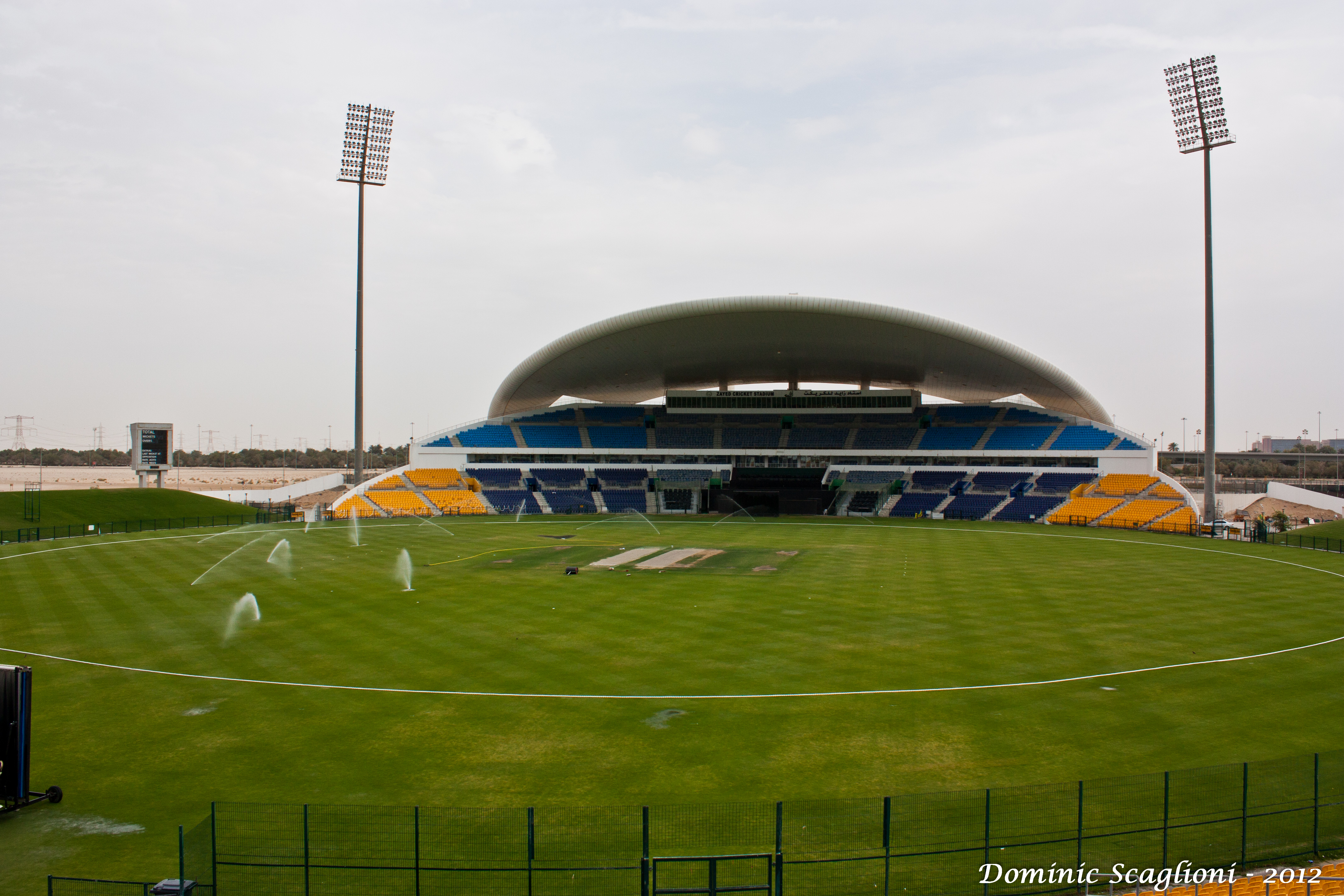
أرضية الملعب

مباراة باكستان الهند في أبو ظبي من بين أكثر الأحداث التي لا تُنسى في الملعب، كانت المباريات الخيرية المتتالية بين المتنافسين باكستان والهند في أبريل 2006. كانت هذه المباريات مهمة حيث وضع الخصمان اللدودان خلافاتهما جانبًا لدعم ضحايا زلزال باكستان عام 2005. كان من المتوقع أن تجمع السلسلة 10 ملايين دولار للإغاثة من الزلزال. بي آر شيتي، من مجلس أبوظبي للكريكت، قال: «من إجمالي الأموال التي تم جمعها، سيذهب 75 في المائة إلى باكستان والباقي إلى الهند».

### مسابقات أخرى
استضاف الملعب عددا من السلسلات الدولية. ومن أبرز ذلك، لقاء باكستان وسريلانكا بعد الهجوم الذي وقع عام 2009 على فريق الكريكيت الوطني السريلانكي في باكستان التي لم يتمكن منتخبها من استضافة مباريات على أرضه في الملعب. كما استضافت باكستان سلسلة من اللقاءات ضد أستراليا وإنجلترا وجزر الهند الغربية ونيوزيلندا وجنوب إفريقيا في ملعب الشيخ زايد. وبسبب الانتخابات العامة الهندية، استضاف الملعب مباريات الذهاب من الدوري الهندي الممتاز 2014 هناك، إلى جانب ملعب DSC للكريكيت واستاد الشارقة للكريكيت.

### الدوري الهندي الممتاز 2020
تقام النسخة الثالثة عشر من الدوري الهندي الممتاز في الإمارات العربية المتحدة في الفترة من 19 سبتمبر إلى 10 نوفمبر 2020. تقام بطولة الدوري الهندي الممتاز 2020 في ثلاث مدن دبي وأبو ظبي والشارقة. يستضيف استاد دبي الدولي للكريكيت 22 مباراة يليها ملعب الشيخ زايد للكريكيت الذي يستضيف 20 مباراة وملعب الشارقة للكريكيت الذي يستضيف 12 مباراة.
وسيفتتح ملعب الشيخ زايد افتتاح الدوري الهندي بمباراة تقام بين تشيناي سوبر كينغز وهنود مومباي.

### المباريات المحلية
في عام 2009، استضاف الملعب العديد من مباريات الكريكت، معظمها مباريات في كأس خليج نيسان، حيث تنافست فرق محلية من إنجلترا والهند ضد بعضها البعض على اللقب. في مارس 2009، لعبت ساسكس ولانكشاير وميدلسكس وساري مباريات ودية هناك.

## انظر أيضا

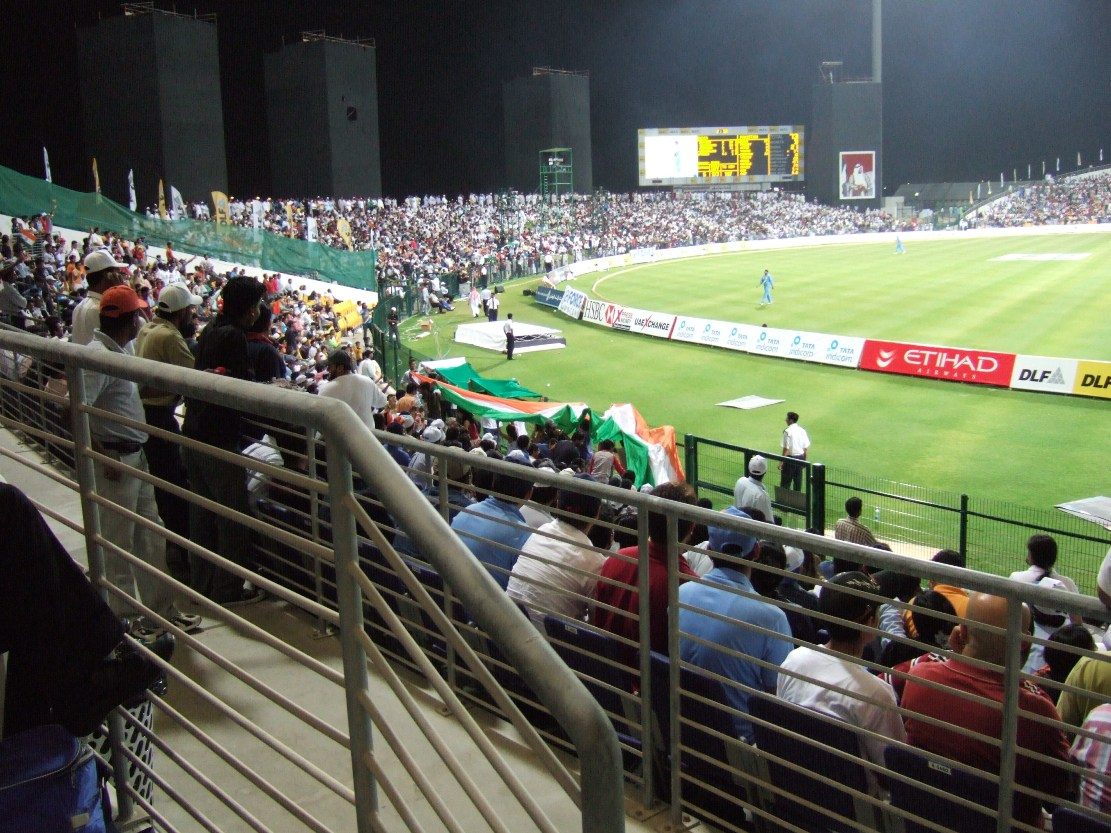
باكستان تلعب ضد الهند في أبو ظبي